# Maurice Agulhon
Maurice Agulhon (ur. 20 grudnia 1926 w Uzes, zm. 28 maja 2014 w Brignoles) – francuski historyk, przedstawiciel trzeciej generacji Szkoły Annales.

## Życiorys
Urodził się w rodzinie katlicko-protestanckiej, jego rodzice byli nauczycielami. Uczęszczał do szkoły podstawowej w Pujaut. Następnie pobierał nauki w Lycée Frédéric Mistral w Awinionie. W latach 1943-46 był uczniem Lycée du Parc w Lyonie. Studiował od 1946 do 1950 roku w École normale supérieure. W 1946 wstąpił do partii komunistycznej, którą opuścił w 1960 (według jednego ze źródeł opuścił ją w późnych latach 60.). W późniejszych latach charakteryzował siebie jako "umiarkowanego socjalistę". 
Formację naukową odbywał pod kierunkiem Ernesta Labrousse'a. Z początkiem lat 50. uczył w liceach w Tulonie i Marsylii. W latach 1954–1957 pracownik Centre national de la recherche scientifique. następnie od 1957 Université d'Aix-en-Provence, gdzie był początkowo asystentem Pierre'a Guirala. W 1969 obronił pracę doktorską; miała ona ponad 1500 stron i została w latach późniejszych wydana jako trzy osobne pozycje książkowe. W swoich badaniach skupiał się na historii regionu Var oraz miasta Tulon. Publikował m.in. w czasopiśmie "Annales". Profesor na Sorbonie (Uniwersytet Paris I) w latach 1972-1986, w Collège de France w latach 1986-1997. Zajmował się instytucjami i symbolami Republiki Francuskiej (Marianna, mitologizacja Charles'a de Gaulle'a). 

## Odznaczenia
- Kawaler Legii Honorowej (1989)[1]
- Order Palm Akademickich (1994)[1]
- Oficer Legii Honorowej (1998)[1]

## Wybrane publikacje
- Une ville ouvrière au temps du socialisme utopique. Toulon de 1815 à 1851, Paris-La Haye, Mouton, 1970.
- La République au village, Paris, Plon, 1970. réédition avec une préface, Seuil, 1979.
- La Vie sociale en Provence intérieure au lendemain de la Révolution, Paris, Clavreuil, 1971.
- Pénitents et francs-maçons de l’ancienne Provence, Paris, Fayard, 1968.
- CRS à Marseille, "la police au service du peuple" 1944-1947, en collaboration avec F.Barrat, Paris, Armand Colin, 1971.
- La France de 1914 à nos jours, en collaboration avec André Nouschi, Paris, Armand Colin, 1971.
- 1848 ou l’apprentissage de la République (1848-1851), Paris, Le Seuil, 1973.
- Les Quarante-huitards, Paris, Gallimard-Julliard, collection « Archives », 1976.
- Histoire de la Provence, en collaboration avec Raoul Busquet et V.-L. Bourilly, Paris, Que sais-je ?, 1976, 128 p.
- Le Cercle dans la France bourgeoise, 1810-1848, Paris, Armand Colin, 1977.
- Marianne au combat. L’imagerie et la symbolique républicaines de 1789 à 1880, Paris, Flammarion, 1979.
- Direction de l’Histoire de Toulon, Toulouse, Privat, 1980.
- Histoire vagabonde. Tome 1 : Ethnologie et politique dans la France contemporaine, Paris, Gallimard, 1988.
- Histoire vagabonde. Tome 2 : Idéologies et politique dans la France du XIXe, Paris, Gallimard, 1988.
- Marianne au pouvoir. L’imagerie et la symbolique républicaines de 1880 à 1914, Paris, Flammarion, 1989.
- La République de 1880 à nos jours, Paris, Hachette, collection « Histoire de France », tome 5, 1990.
- Histoire vagabonde. Tome 3. La politique en France, d’hier à aujourd’hui, Paris, Gallimard, 1996.
- Coup d’État et République, Paris, Presses de Sciences Po, collection « La Bibliothèque du citoyen », 1997.
- De Gaulle. Histoire, symbole, mythe,  Paris, Hachette Littératures, 2000.
- Les Métamorphoses de Marianne. L’imagerie et la symbolique républicaines de 1914 à nos jours, Paris, Flammarion, 2001.
- Histoire et politique à gauche, Paris, Perrin, 2005.